# Sommerland (Kreis Steinburg)
 For alternative betydninger, se Sommerland. (Se også artikler, som begynder med Sommerland)
Sommerland er en by og kommune i det nordlige Tyskland, beliggende i Amt Horst-Herzhorn under Kreis Steinburg. Kreis Steinburg ligger i den sydvestlige del af delstaten Slesvig-Holsten.

## Geografi
Sommerland ligger i Elbmarsken omkring 9 kilometer nordvest for Elmshorn og 8 km øst for Glückstadt. Mod nordøst går motorvejen A23 fra Elmshorn mod Itzehoe. Jernbanelinjen Marschbahn fra Altona til Glückstadt (og videre til Westerland på Sild), går gennem kommunen, og har station i Siethwende. I kommunen ligger bebyggelserne Brunsholt, Dückermühle, Grönland, Kamerland og Siethwende.